# トルコの警察
トルコの警察（トルコのけいさつ）は、国家レベルにおいては平時は内務省の管轄下にある複数の組織によって執行されている。システムとしてはフランスの警察に近い。
- 国家警察（Polis） - 内務省警察総局が各県の支局を通じて管轄する。
- ジャンダルマ（Jandarma） - 準軍事組織である国家憲兵。平時には内務省の管轄だが戦時にはトルコ陸軍の指揮下に入る。
- 沿岸警備隊（Sahil Güvenlik）- 平時には内務省の管轄だが戦時にはトルコ海軍の指揮下に入る。

このほか、都市部には自治体が運営する市警察（zabıta）が置かれている。